# 9000 (număr)
9000 (nouă mii) este numărul natural care urmează după 8999 și precede pe 9001 într-un șir crescător de numere naturale.

## În matematică
9000:
- Este un număr par.[1][2]
- Este un număr compus.[3]
- Este un număr abundent.[4][5]
- Este un număr odios.[6][7]
- Este un număr rotund.[8][9]
- Este un număr palindromic[10] în sistemele de numerație 29 (AKA29), 32 (8P832) și 8999 (118999).

## În știință

### În astronomie
- 9000 Hal este un asteroid din centura principală.

## În alte domenii
9000 se poate referi la:
- ISO 9000, un standard internațional cu care începe o serie de standarde pentru managementul calității produselor.
- HAL 9000, un personaj fictiv de inteligență artificială din seria Space Odyssey.